# 쿤 카스테일스
쿤 카스테일스(네덜란드어: Koen Casteels, 1992년 6월 25일 ~ )는 벨기에의 프로 축구 선수로, 포지션은 골키퍼다. 현재 독일 푸스발-분데스리가의 VfL 볼프스부르크에서 활약하고 있다.

## 프로 경력

### VfL 볼프스부르크
DFL-슈퍼컵 2015에서 샤비 알론소의 승부차기 페널티킥을 막아내며, 팀의 우승에 공헌하였다. 2017년 여름 디에고 베날리오가 팀을 떠나면서, 등번호 1번을 부여받았다.

## 국가대표 경력

### 벨기에
2013년 벨기에 축구 국가대표팀로부터 첫 호출을 받았다. 2014년 FIFA 월드컵 엔트리에 들어갈 예정이었으나, 부상으로 인해 낙마하였다. 대체자로 사미 보쉬가 들어갔다.

## 수상

### 구단

#### VfL 볼프스부르크
- DFL-슈퍼컵 : 2015 (우승)